# Понтонно-мостовий парк

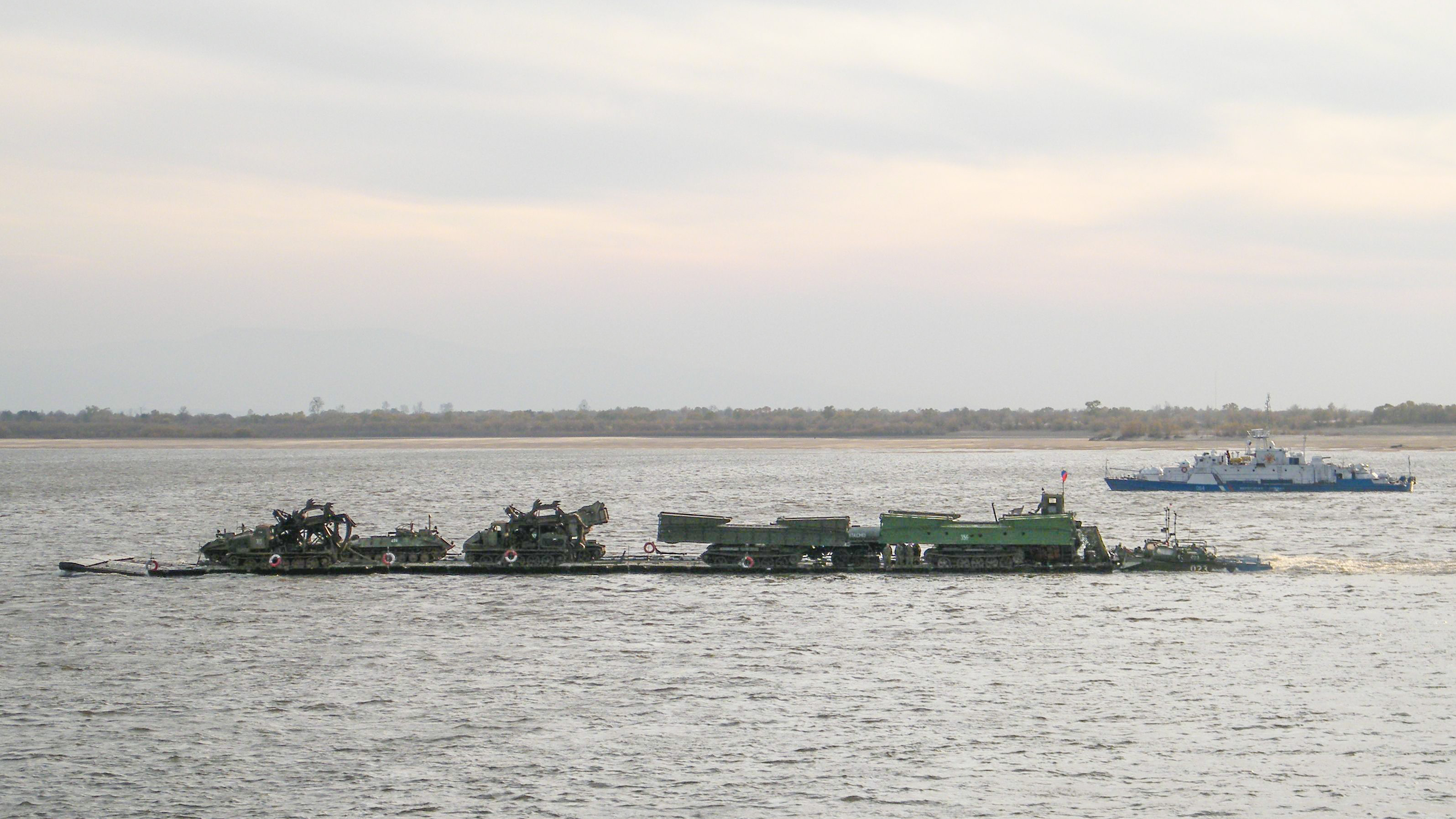
Транспортування техніки на поромі з комплекту ПМП.

Понтонно-мостовий парк (ПМП) — комплект наплавного мосту, що перебуває на озброєнні в інженерних і дорожніх (транспортних) військах збройних сил багатьох держав світу.
З матеріальної частини парку обладнуються:
- мостові переправи вантажопідйомністю 20 і 60 т;
- поромні переправи вантажопідйомністю від 20 до 170 т.

## Технічний опис
Понтонний парк являє собою комплект майна для наведення наплавного мосту через водні перешкоди або збірки поромної переправи.
Наплавний міст складається з берегових і річкових ланок. При скиданні на воду річкове ланка автоматично розкривається і готова до стикування з іншими ланками. Ланка складається з двох частин:
- 'Верхня частина'  є проїзною частиною для транспортних засобів;
- 'Нижня частина'  — понтон утримує ланка на плаву.

Понтони з'єднані між собою шарнірно петлями. З'єднання ланок в лінію моста проводиться за допомогою нижніх стикових пристроїв.

## Характеристика наплавних мостів
Наплавний міст вантажопідйомністю  20 т:
- Ширина проїзної частини:  3,29 м;
- Гранична довжина моста:  382 м.

Наплавний міст вантажопідйомністю  60 т:
- Ширина проїзної частини:  6,5 м;
- Гранична довжина моста:  227 м;
- Характеристики понтонних мостів:
- Час наведення моста в денний час доби:  50 хвилин.

## Характеристики поромів
Пором вантажопідйомністю  40 т:
- Кількість поромів, що збираються з парку: 16;
- Кількість ланок на один паром: 2 річкових;
- Довжина порома:  13,5 м.

Пором вантажопідйомністю  60 т:
- Кількість поромів, що збираються з парку: 10;
- Кількість ланок на один паром: 3 річкових;
- Довжина порома:  20,25 м.

Пором вантажопідйомністю  80 т:
- Кількість поромів, що збираються з парку: 8;
- Кількість ланок на один паром: 4 річкових;
- Довжина порома:  27 м.

Пором вантажопідйомністю  110 т:
- Кількість поромів, що збираються з парку: 4;
- Кількість ланок на один паром: 5 річкових і 1 берегове;
- Довжина порома:  39,25 м.